# Dorfkirche Jänickendorf (Nuthe-Urstromtal)

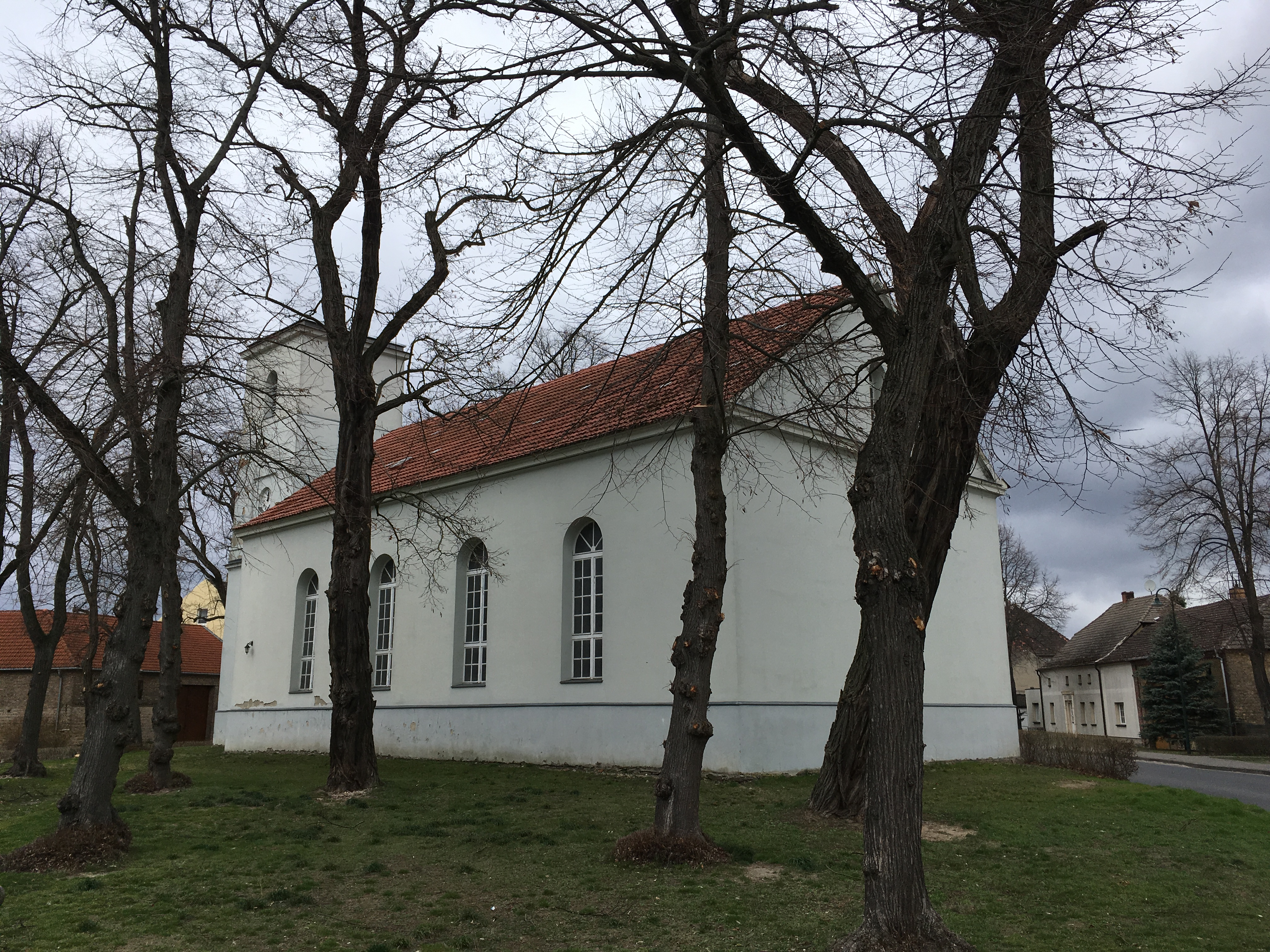
Dorfkirche Jänickendorf

Die evangelische Dorfkirche Jänickendorf ist eine Saalkirche im Rundbogenstil in Jänickendorf, einem Ortsteil der Gemeinde Nuthe-Urstromtal im Landkreis Dahme-Spreewald im Land Brandenburg. Die Kirchengemeinde gehört zum Kirchenkreis Zossen-Fläming der Evangelischen Kirche Berlin-Brandenburg-schlesische Oberlausitz. Der Entwurf geht auf eine Normalkirche Karl Friedrich Schinkels zurück.

## Lage
Die Alte Hauptstraße führt von Nordwesten kommend in südöstlicher Richtung durch den Ort. Im südlichen Bereich des historischen Dorfangers steht die Kirche auf einem Grundstück, das nicht eingefriedet ist.

## Geschichte
Das Bauwerk wurde in den Jahren 1833 bis 1835 errichtet. Es ersetzte dabei einen Vorgängerbau, der erstmals 1571 erwähnt wurde. In den 1960er Jahren ließ die Kirchengemeinde die Kirchenausstattung verändern. Dabei wurde unter anderem die ursprünglich vorhandene Hufeisenempore bis auf den westlichen Teil verkürzt. Im Jahr 2000 erhielt der Kirchturm eine Funkuhr. 2002 erfolgte eine Sanierung der Gehwege am Dorfanger, bei der auch zwei Wege zur Kirche gepflastert wurden. Durch Spenden konnte weiterhin eine kleine gepflasterte Fläche südlich des Bauwerks angelegt werden.

## Baubeschreibung

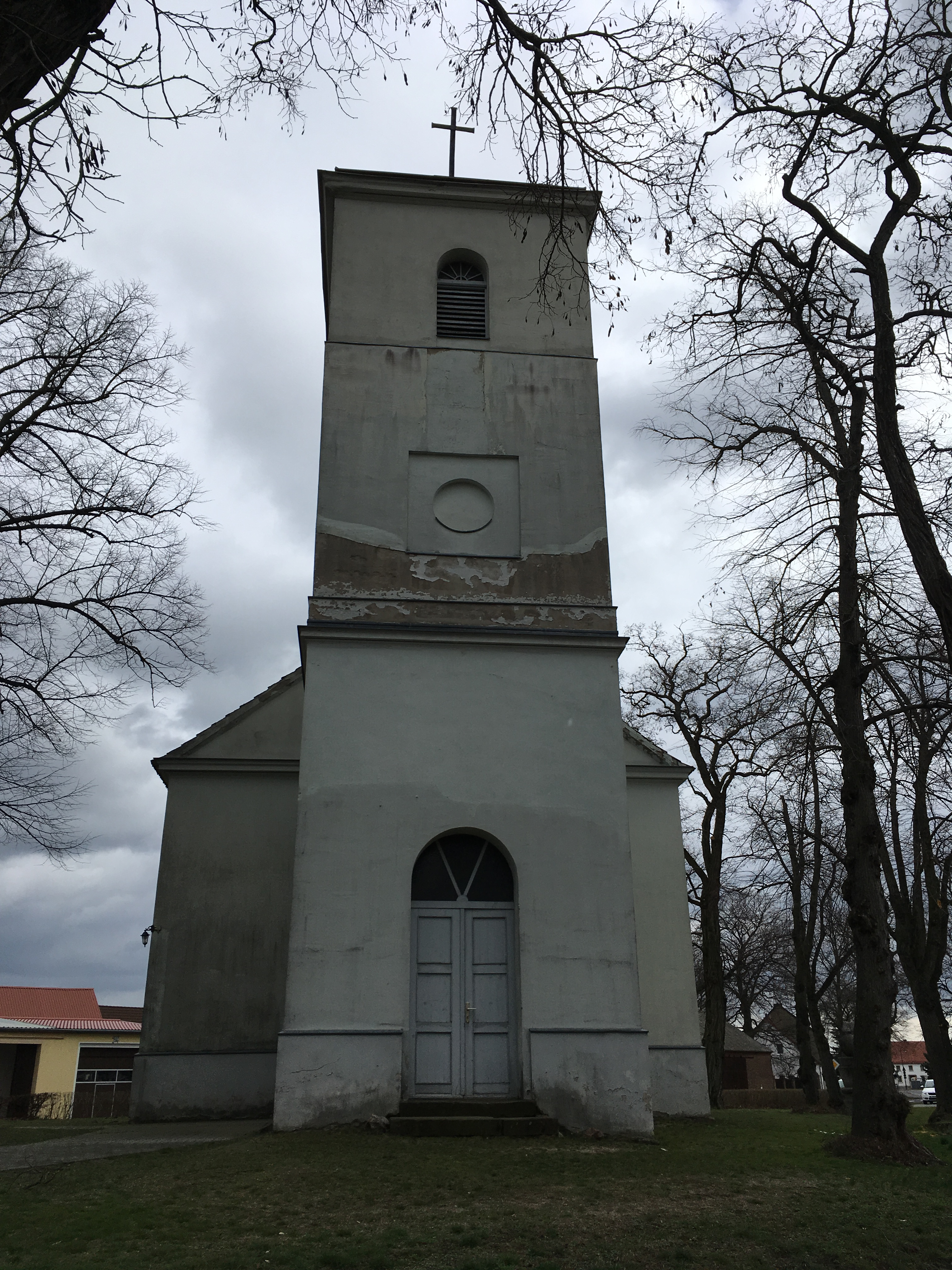
Westturm

Das Bauwerk entstand im Wesentlichen aus Mauersteinen, die anschließend verputzt wurden. Die Baumeister errichteten einen umlaufenden Sockel, der sich farblich vom übrigen Baukörper absetzt. Der Chor ist gerade, nicht eingezogen und an seiner Ostseite fensterlos. Am Übergang zum Dach ist eine umlaufende Voute. Im ebenfalls verputzten Giebel ist mittig ein kleines Rundbogenfenster.
Das Kirchenschiff ist vergleichsweise schlicht aufgebaut. An der Nord- und Südseite sind je vier große Rundbogenfenster, die sich annähernd über die gesamte Höhe der Langwand erstrecken. Das Schiff ist mit einem schlichten Satteldach gedeckt.
Im Westen schließt sich der Kirchturm an, der als Campanile errichtet und über einen schmalen Torbau mit dem Schiff verbunden wurde. Der Turm hat einen quadratischen Grundriss und ist gegenüber dem Schiff stark eingezogen. Er kann durch eine rundbogenförmige Pforte von Westen her betreten werden. An der Nord- und Südseite ist im Erdgeschoss je ein weiteres Rundbogenfenster. Das mittlere Geschoss greift die Voute des Schiffs als Gesims auf. Darüber ist an der Nord-, Süd- und Westseite je eine quadratische Blende, in die an der Nord- und Südseite eine Turmuhr eingelassen ist. An der Westseite fehlt sie. An der Ostseite ist eine kleine Pforte, die über einen Gang in den Westgiebel des Schiffs führt. Auch dort ist eine kleine Pforte. Oberhalb ist das Glockengeschoss. An allen vier Seiten ist eine rundbogenförmige Klangarkade, darüber ein flaches Dach mit einem Kreuz.

## Ausstattung
Die Kirchenausstattung stammt einheitlich aus den 1960er Jahren. Vom ursprünglich vorhandenen Kanzelaltar ist lediglich der Kanzelkorb erhalten. Die Fünte ist gemauert und trägt einen Aufsatz aus Eisenguss, der Anfang des 19. Jahrhunderts hergestellt wurde. Im westlichen Teil befindet sich eine Empore.
Südöstlich der Kirche erinnert ein Denkmal an die Gefallenen aus dem Ersten Weltkrieg.